# Nicolas Isouard

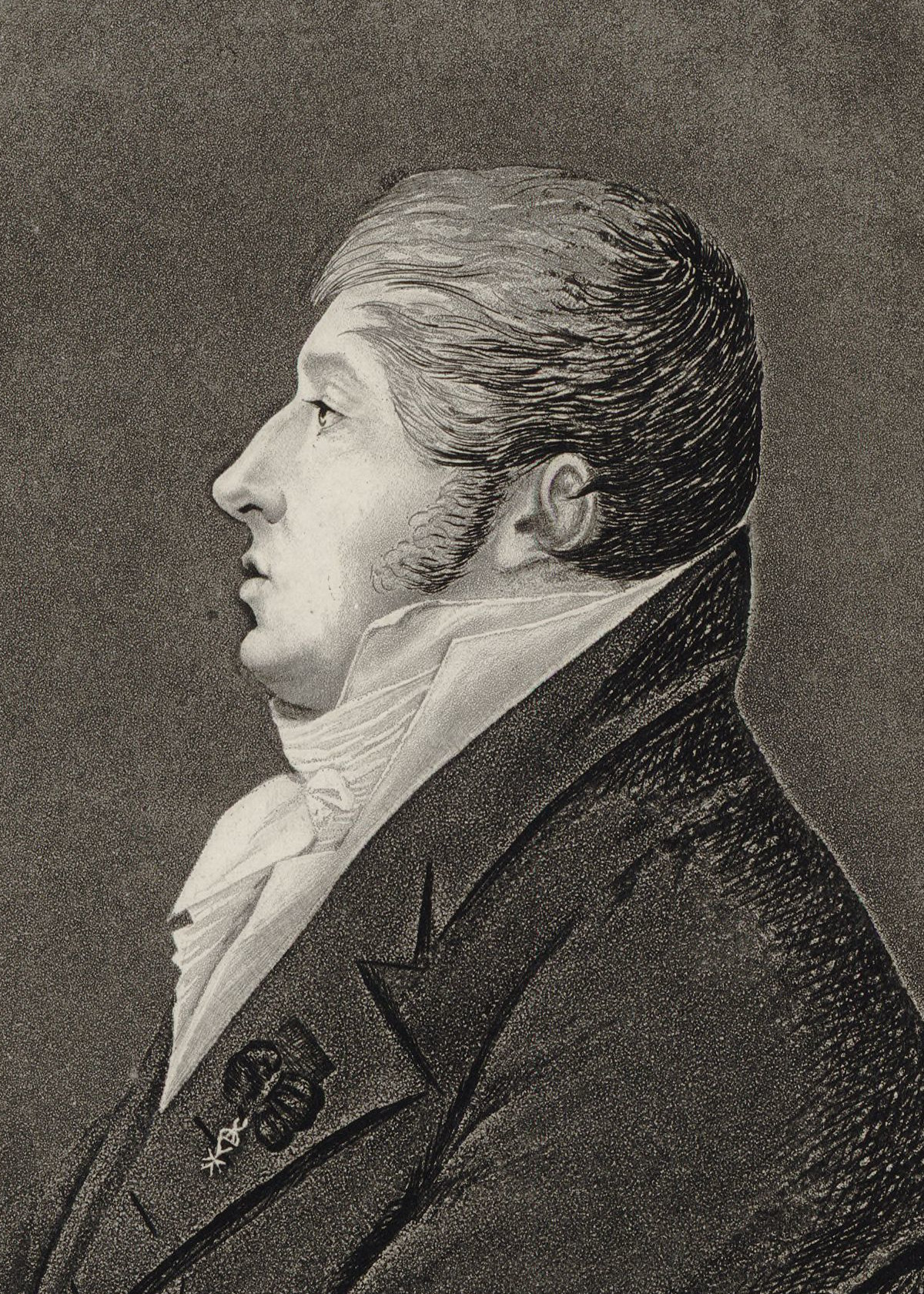
Nicolas Isouard.

Nicolas Isouard, llamado Nicolò (Malta, 18 de mayo de 1773 - París, 23 de marzo de 1818), fue un compositor maltés, establecido en Francia.
Alumno en Palermo de Giuseppe Amendola y después, en Nápoles, de Nicola Sala y Pietro Alessandro Guglielmi, compuso numerosas obras religiosas en su puesto de maestro de capilla y organista de la iglesia de san Juan de Jerusalén, en La Valette, así como dos óperas en italiano: Artaserse y Il Barbiere di Siviglia («El barbero de Sevilla») según Beaumarchais (1796). 
Se trasladó a París en 1799, donde entabló amistad con el compositor Rodolphe Kreutzer. Ambos colaboraron en varias óperas, entre ellas Le Petit Page ou la Prison d'État (1800) y Flaminius à Corinthe (1801). La ópera italiana dominaba la escena lírica francesa, y por ello Isouard adoptó el pseudónimo de «Nicolo» y obtuvo rápidamente éxito en el campo de la opéra-comique, con obras como Michel-Ange (1802) y L'Intrigue aux fenêtres (1805). Se convirtió, frente a François-Adrien Boïeldieu, en uno de los proveedores habituales del Théâtre de l'Opéra-Comique para el que compuso una treintena de obras. Entre ellas se pueden citar Les Rendez-vous bourgeois (1807), Cendrillon (1810), según Charles Perrault, Joconde (1814) y Aladin ou La lampe merveilleuse (1822, obra póstuma).
Relegado por Boieldieu en la elección para reemplazar a Étienne Nicolas Méhul para un puesto en el Instituto de Francia, desapareció precozmente dejando dos hijas, Sophie-Nicole (1809-?), compositora de romances, y Annette-Julie (1814-76), pianista y también compositora. También tuvo un hermano, Joseph Isouard (1794-1863), que tuvo una buena carrera de cantante y director de ópera antes de ser nombrado inspector de Monumentos históricos en Ruan.